# اسپنسر ولز
 اسپنسر ولز (انگلیسی: Spencer Wells؛ زادهٔ ۶ آوریل ۱۹۶۹) یک نسل‌شناس اهل ایالات متحده آمریکا است.